# Амасийский, Владимир Яковлевич
Влади́мир Я́ковлевич Амасийский (1 (13) января 1889 — не ранее 1922) — штабс-капитан 3-го Финляндского стрелкового полка, герой Первой мировой войны.

## Биография
Второй сын генерал-майора Якова Васильевича Амасийского. Уроженец Тифлисской губернии.
Окончил Тифлисский кадетский корпус (1908) и Киевское военное училище (1910), откуда выпущен был подпоручиком в 3-й Финляндский стрелковый полк. Произведен в поручики 15 октября 1913 года.
В Первую мировую войну вступил в рядах 3-го Финляндского стрелкового полка. Удостоен ордена Святого Георгия 4-й степени
За то, что 18 октября 1915 года, командуя батальоном, воодушевив офицеров и нижних чинов, переправился через р. Стрыпу по 4-м полуразрушенным артиллерией противника пешеходным мостикам и под сильным и губительным ружейным, пулеметным и артиллерийским огнем атаковал укрепленную позицию у д. Семиковце, прорвав две линии проволочных заграждений в 8—10 рядов кольев каждое. Атака была произведена при исключительно тяжелых условиях на следующий день после неудачной первой атаки другими частями, причем противник подвел за это время резервы и усилил свою артиллерию, поражавшую подступы к позиции и переправу сильнейшим продольным огнем с обоих флангов. Успех явился следствием особого воодушевления людей и умелой организации атаки, направлением атакующих рот с фронта и флангов. Вслед за батальоном штабс-капитана Амасийского переправились остальные батальоны полка, которые и заняли окончательно позицию противника, обеспечив движение следующим частям.
Произведен в штабс-капитаны 14 ноября 1915 года «за отличия в делах против неприятеля».
В Гражданскую войну участвовал в Белом движении в составе Добровольческой армии и ВСЮР, служил в Таманском пластунском батальоне. Произведен в капитаны 25 февраля 1919 года, в полковники — 13 марта того же года. Попал в плен к красным. В начале 1922 года состоял на особом учете в Кубано-Черноморском областном военном комиссариате. Дальнейшая судьба неизвестна.

## Награды
- Орден Святой Анны 4-й ст. с надписью «за храбрость» (ВП 19.03.1915)
- Орден Святого Станислава 3-й ст. с мечами и бантом (ВП 3.05.1915)
- Орден Святой Анны 3-й ст. с мечами и бантом (ВП 20.05.1915)
- Орден Святого Станислава 2-й ст. с мечами (ВП 4.08.1915)
- Орден Святого Георгия 4-й ст. (ВП 25.06.1916)
- Орден Святой Анны 2-й ст. с мечами (ВП 19.11.1916)